# Carotalcyon sagamianum
Carotalcyon sagamianum is een zachte koraalsoort uit de familie Paralcyoniidae. De koraalsoort komt uit het geslacht Carotalcyon. Carotalcyon sagamianum werd in 1952 voor het eerst wetenschappelijk beschreven door Utinomi. 